# Jules Doinel
Pour les articles homonymes, voir Doinel.
 (janvier 2017).
Si vous disposez d'ouvrages ou d'articles de référence ou si vous connaissez des sites web de qualité traitant du thème abordé ici, merci de compléter l'article en donnant les références utiles à sa vérifiabilité et en les liant à la section « Notes et références ».
Jules Doinel (Jules-Benoît Stanislas Doinel du Val-Michel), né à Moulins le 8 décembre 1842 et mort à Carcassonne le 16 mars 1902, est un archiviste et occultiste français. Il est le fondateur en 1890 de l'Église gnostique de France.

## Biographie
On lui connaît de nombreux pseudonymes (Jean Kostka, Nova-lis, Kostka de Borgia, Jules-Stanislas Doinel, Jules-Stany Doinel, Jules Doinel Du Val-Michel).
Jules Doinel naît à Moulins (Allier), le 8 décembre 1842, de Louis Honoré Doinel et de Marie Passant dans une famille très catholique. En 1853, il entre au petit séminaire des jésuites d'Yzeure, à proximité de Moulins, mais, vers la fin de 1860, il change d'idée et quitte le noviciat qu'il a commencé en 1859. Il achève ses études secondaires au collège Stanislas à Paris, puis il est admis à l'École impériale des chartes. Il en sort en 1866, après avoir rédigé une thèse intitulée Essai sur la vie et les principales œuvres de Pierre de la Palu, patriarche de Jérusalem, 1275 ou 1280-1342. Durant les années 1860-70, parallèlement à son travail d'archiviste, il publie différents ouvrages sur l'histoire médiévale, notamment, sur Jeanne d'Arc, Blanche de Castille, Hugues Le Bouteiller et les Croisades. Il a notamment été archiviste du Cantal (1871), du Loiret (1875), de l'Aude (1900).
Franc-maçon, Doinel est reçu apprenti dans la loge orléanaise Les émules de Montyon, du Grand Orient de France, le 5 novembre en 1884, et sera reçu maître en avril 1885, puis orateur en 1886, la loge, sous son impulsion, ayant changé son titre distinctif en Les Adeptes d'Isis - Montyon. Le 11 septembre 1890, il est élu archiviste du Grand Orient de France et bibliothécaire-conservateur du musée maçonnique. En 1892 il devient vénérable maître de sa loge, entre 1890 et 1893, il est membre du conseil de l'ordre du Grand Orient de France, et, le 29 mars 1893, il est reçu membre du chapitre rose-croix L'étoile polaire de Paris. Le 14 août 1895 il est exclu de sa loge pour avoir versé dans l'occultisme et les pratiques mystiques. Il est aussi membre de l'ordre Martiniste.

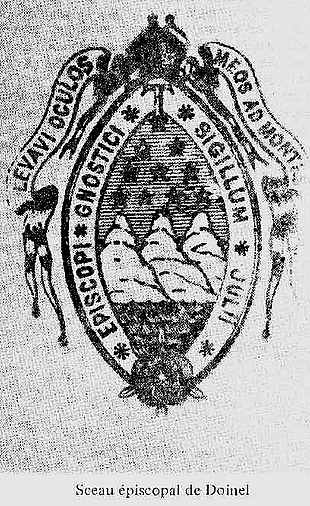
Sceau épiscopal de l’église gnostique de Jules Doinel.

À la fin du XIXe siècle, Doinel travaille comme archiviste pour les Archives départementales du Loiret. Ayant trouvé des documents d'époque, fasciné par le martyre des Cathares, il se met à étudier leur doctrine ainsi que celles de ceux dont ils s'étaient inspirés, notamment les Bogomiles, les Pauliciens, les Manichéens et surtout les Gnostiques. Tellement imprégné de cette littérature, une nuit de 1888, il a la vision de l'« éon Jésus » qui le charge de fonder une nouvelle église. Par la suite Doinel tente d'utiliser le spiritisme pour entrer en contact avec des esprits cathares et gnostiques au cours de séances dans les salons de Lady Caithness (Maria de Mariategui, duchesse de Medina de Pomar), une riche théosophe, disciple d'Anna Kingsford. Les manifestations spirites le confortent dans sa mission.
En 1890 Jules Doinel, qui est membre de l'ordre martiniste, fonde l'Église gnostique de France, et décrète 1890, « l'an 1 de la Restauration de la Gnose ». Lors d'un synode, tenu le 12 septembre 1893, il est élu Patriarche sous le nom mystique de Valentin II, en hommage à Valentin, le plus grand des gnostiques. Cependant, en 1894, il démissionne de sa fonction. Sous le pseudonyme de Jean Kostka, Doinel publie Lucifer démasqué en 1895, dirigé contre les occultistes et certains francs-maçons. Léonce Fabre des Essarts devient Patriarche sous le nom de Tau Synésius le 3 janvier 1896. Plus tard en 1896, Jules Doinel réintègre l'Église gnostique en tant qu'évêque d'Alet et de Mirepoix, après avoir déménagé à Carcassonne, où il a été nommé bibliothécaire.
À la fin du XIXe siècle, il y a des sièges de l'Église gnostique dans seize villes de France, dont Paris, mais d'autres aussi en Pologne (Varsovie), en Belgique, en Bohème, et en Italie (Milan, Concorezzo).
Des occultistes connus ont adhéré à l'Église gnostique. On peut citer, entre autres, Papus, Sédir, Lucien Chamuel, Louis-Sophrone Fugairon, Jean Bricaud, Déodat Roché. René Guénon, qui s'est fait consacrer évêque d'Alexandrie sous le nom de Tau Palingenius, fait un passage éphémère dans l'Église gnostique de Doinel, cette église, selon lui, ne bénéficiant d'aucune transmission authentique.
Il essaie de rapprocher l'église gnostique du catholicisme lors du grand séminaire d'Orléans, il offre son tablier et son écharpe de franc-maçon en même temps que son ouvrage : Lucifer démasqué publié sous le nom de Jean Kotska. Il publie ses vues sur la franc-maçonnerie et « signe anonymement » son ouvrage La loque noire. Il rejoint dès lors les milieux anti-maçonniques au côté de Léo Taxil. Il fonde la ligue de Laboarum et rédige des articles dans l'anti-maçon. A la demande de ses anciens frères, il est muté en 1900 dans l'Aude, loin de sa famille, il fait retraite chez les bénédictins et assiste souvent aux offices religieux. Sa conversion au catholicisme n'est pas attestée par une documentation précise, mais ses derniers poèmes dédiés au curé de la Chapelle-Biche, démontrent son orientation religieuse finale. 
Doinel meurt subitement dans la nuit du 16 au 17 mars 1902.

## Publications
- Histoire de Blanche de Castille (1870)
- Discours sur l'histoire de la Franc-Maçonnerie orléanaise (1887), 23 p.
- Jeanne d'Arc telle qu'elle est (1892)
- Lucifer démasqué (1895), 394 p.  (ISBN 2-914354-00-2). Signé Jean Kostka. Édition Dualpha, 2009, 408 p. Il s'agirait selon l'auteur de dénoncer un endoctrinement programmé visant à asseoir une forme de gouvernance occulte néo-luciférienne.
- Hymnarium gnosticum oratorii Electensis et Mirapiscencis dioceseos, editum jusu ("sic") illustrissimi et honoratissimi D. D., episcopi (1901), 16 p.
- Première Homélie. Sur la Sainte Gnose (1890).
- Études gnostiques : La gnose de Valentin  (extrait du Traité méthodique de science occulte de Papus), 1891, t. II, p. 627-634)
- Études gnostiques (février 1890-mars 1893) : "La Gnose et l'Inquisition", Revue L'Initiation, août 1891. Recueil : Études gnostiques, Cariscript, 1983.
- Études gnostiques : "Les Philosophumena", Revue L'Initiation, août 1892
- Études gnostiques : "La Gnose Ophite ou Naassénienne", Revue L'Initiation, août 1892
- Études gnostiques : "La Gnose d'Amour", Revue L'Initiation, juin 1893
- Études gnostiques : "Rituel gnostique de l'appareillamentum", Revue L'Initiation, juin 1894.